# كارولين ليندن
كارولين ليندن (بالإنجليزية: Caroline Linden)‏ (10 مايو 1972 في الولايات المتحدة)؛ روائية أمريكية. درست في جامعة هارفارد.